# Dichapetalum affine
Dichapetalum affine är en tvåhjärtbladig växtart som först beskrevs av Jules Émile Planchon och George Bentham, och fick sitt nu gällande namn av Franciscus Jozef Breteler. Dichapetalum affine ingår i släktet Dichapetalum och familjen Dichapetalaceae. Inga underarter finns listade i Catalogue of Life.